# Лукас Самарас
Лука̀с Самара̀с (на гръцки: Λουκάς Σαμαράς) е гръцки и американски художник, известен с иновативния си подход към различни медии, включително фотография, скулптура, рисунка и инсталация.

## Биография
Самарас е роден на 14 септември 1936 година в западномакедонския град Костур, Гърция. Учи в университета „Рътгърс“ със стипендия. Там се среща с известните американски художници Алън Капроу и Джордж Сегал. Самарас участва в проекти на Капроу, а също така позира за скулптури на Сегал. Самарас се занимава с рисуване, скулптура и пърформанс, преди да се съсредоточи върху фотографията. Основният обект на фотографиите му е самият той, чийто образ обикновено е раздробен на елементи. Последователна тема в работата му е трансформацията - независимо дали чрез манипулирането на автопортрета, преместването на пространства с огледала или преобразуването на материали. Също така Самарас е известен и с инсталациите си в огледални стаи и скулптурите си „кутия“, които са пълни с различни материали, предназначени да символизират свят на затворени преживявания. Самарас представя Гърция на 53-то Венецианско биенале в 2009 година с мултиинсталацията „Параксена“.
Негови творби са включени в колекции на Музея на модерното изкуство в Ню Йорк, Националната художествена галерия в Атина, както и в много музеи в Лондон, Лос Анджелис, Канбера, Вашингтон и други.